# MAX232

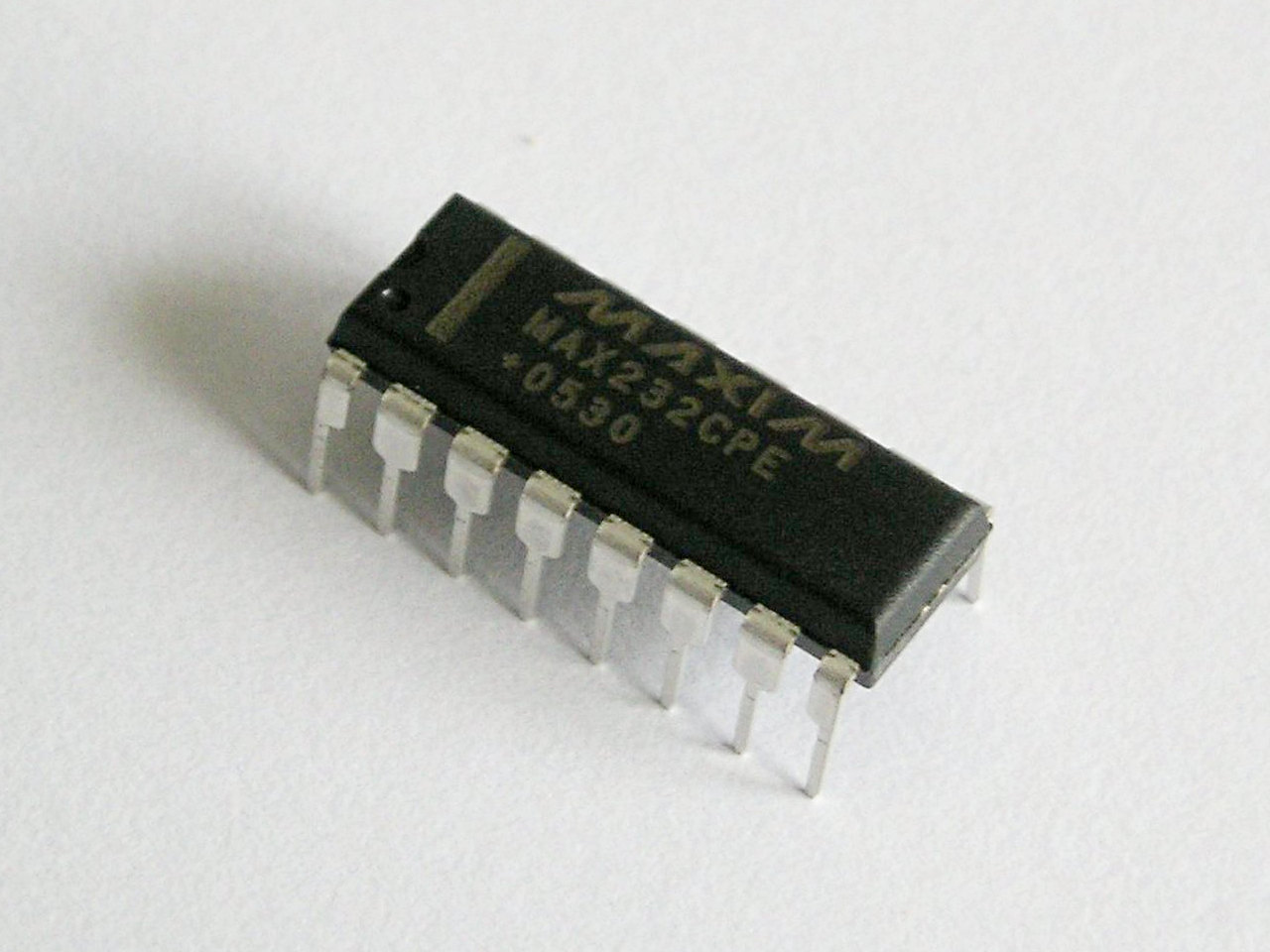
Układ MAX232 w obudowie DIP16

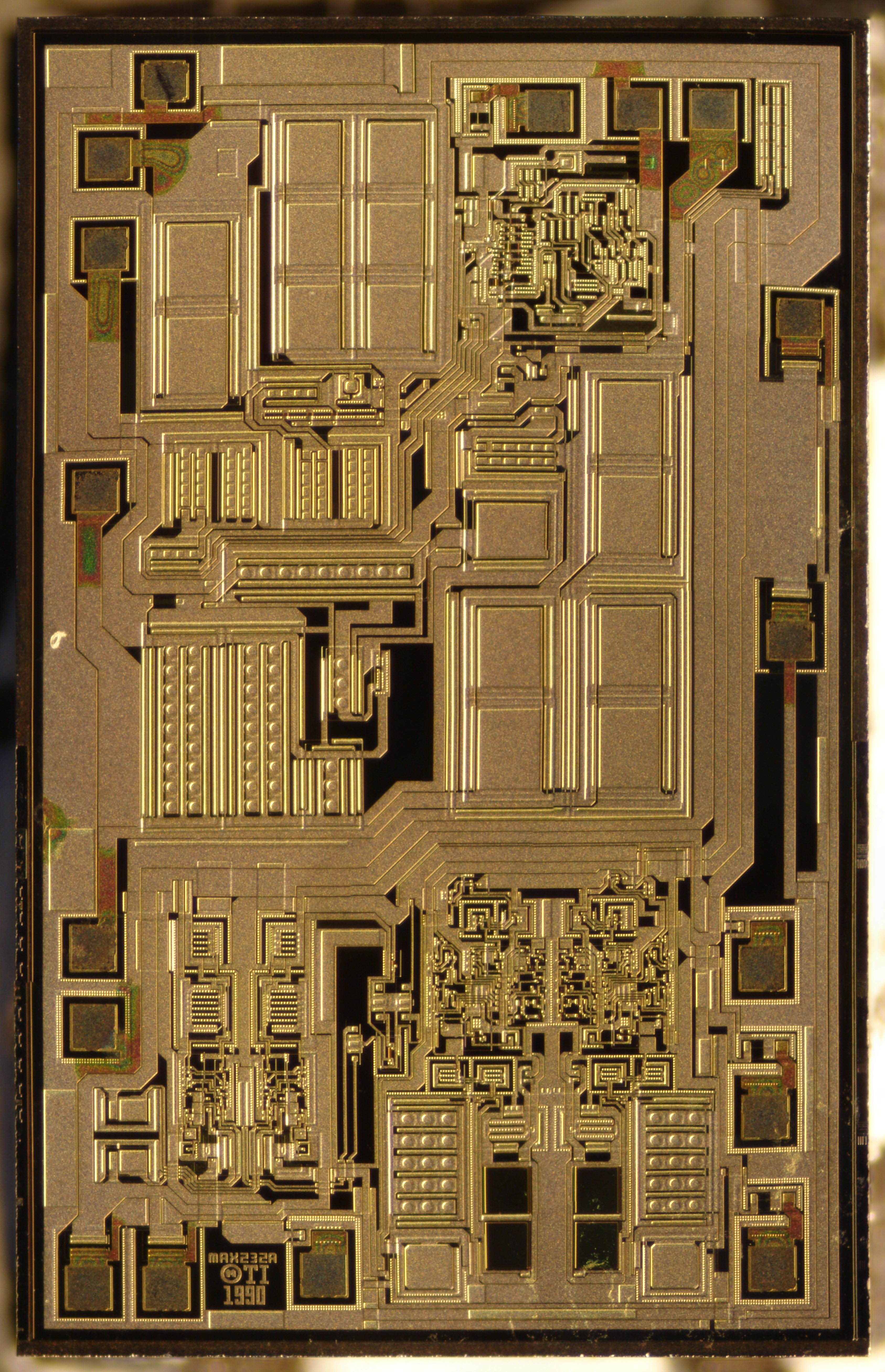
MAX232

MAX232 – układ scalony stosowany do konwersji napięć portu RS-232 na standard TTL na wejściu i odwrotnie na wyjściu.
Na porcie RS-232C występują napięcia +15 V i -15 V, co uniemożliwia bezpośrednie podłączenie linii portu do urządzeń w standardzie TTL o poziomach napięć 0 V i 5 V lub CMOS (0 V i 1,8 V).
Układ MAX232 jest produktem firmy Maxim, natomiast istnieje wiele zamienników innych firm występujących pod podobnymi oznaczeniami. Poszczególne wersje różnią się na przykład wymaganą pojemnością kondensatorów dołączanych do układu, potrzebnych do poprawnej pracy przetwornicy napięcia – typowo od 0,1 μF do 1μF.
Układ jest chętnie wykorzystywany przez producentów urządzeń przenośnych, z uwagi na fakt, iż zawiera w sobie zintegrowaną przetwornicę napięcia działającą na zasadzie pompy ładunku. Dzięki temu przy zasilaniu napięciem 3 – 5 V uzyskuje się na wyjściach wymagane napięcia -12 i 12 V potrzebne dla zapewnienia zgodności ze standardem RS232.
Obecnie wiele z urządzeń współpracuje już z interfejsem przy napięciach +8,5V -8,5V. Pojawiły się też różne wersje z optoizolatorami zapewniającymi separację galwaniczną.